# General Pinto (município)
General Pinto (partido) é um partido (município) da província de Buenos Aires, na Argentina. Possuía, de acordo com estimativa de 2019, 11.494 habitantes.